# 報道ステーション
『報道ステーション』（ほうどうステーション）は、2004年（平成16年）4月5日よりテレビ朝日をはじめとしたANN系列で、月 - 金曜日（平日）の22時台に生放送している報道番組。ハイビジョン制作。ステレオ放送。
47都道府県で地上デジタル放送が始まった事を受け、2006年（平成18年）12月4日から番組に連動させたデータ放送を開始した（2020年3月27日まで）。2013年（平成25年）4月1日よりリアルタイム字幕放送も実施している。
番組開始当初から2016年（平成28年）3月31日まではテレビ朝日と初代メインキャスター・古舘伊知郎の所属事務所でもある古舘プロジェクト（形としては制作協力扱い）の共同制作であった。
番組タイトルロゴおよび番組上の表記は『報道STATION』。番組の略称は『報ステ』（ほうステ）。2021年10月4日からの番組のキャッチフレーズは『深く、力強く、きょう色々。』。
以下、古舘時代を第1期、富川時代（第1シリーズ）→小木・富川時代（第2シリーズ）を第2期、大越時代を第3期とする。

## 概要
『ニュースステーション』（以下、Nステ）の後番組として、2004年4月5日より放送開始。
基本的な放送時間は月 - 金曜日21:54 - 23:10（JST）であるが、スポーツ中継などで放送時間がたびたび変動し、フレキシブルな対応をとっている。また、災害や大事件が発生した場合は報道特別番組扱いで放送時間が拡大（1時間程度の前倒しや終了時間の延長）される場合もある。年末年始は放送が休止され、代替として23:00頃からの10 - 15分間に『ANNニュース』が放送される。
『Nステ』の番組制作手法を受け継いでおり、ザテレビジョンなどのテレビ番組情報誌の番組欄には番組内容を「総合ニュースエンターテイメント」と紹介している（2007年10月時点）。
なお、他系列とのクロスネット局である福井放送・テレビ宮崎では、最終ニュースとしてNNN（日本テレビ制作）の『news zero』を放送しており、当番組については取材のみ行っている。
当番組のニュースVTRは翌日朝の『グッド!モーニング』の5時台関東ローカルパートでもナレーションやテロップを差し替える形で流用（テロップは一部当番組仕様で作り変えてもいる）。また、朝日放送テレビでも翌日朝のローカル情報番組『おはよう朝日です』（土曜日は『おはよう朝日 土曜日です』のタイトルで放送）でも全国ニュースの素材として当番組の同録映像を使用している。

## 番組の歴史

### 第1期・古舘時代

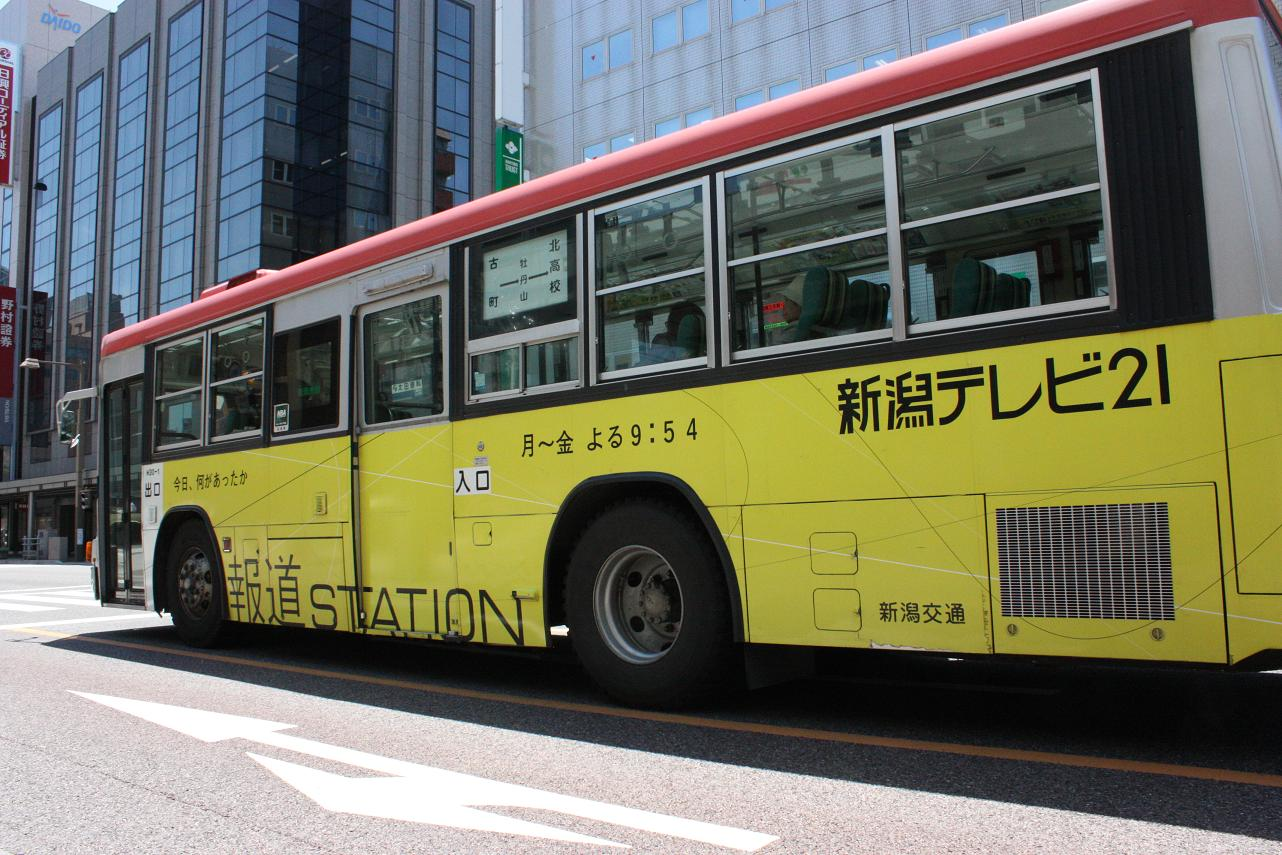
新潟交通のラッピングに起用された第1期のロゴ

メインキャスターには元テレビ朝日アナウンサーである古舘伊知郎が起用された。
競合関係にあった『NHKニュース10』（NHK総合）が2006年3月31日をもって終了して以降、2016年4月よりNHK総合が月 - 木曜日の22時台前半に報道番組『クローズアップ現代+』を開始するまで日本の地上波の放送局で唯一の平日22時台の報道番組であった。なお、『クローズアップ現代+』はその後、2022年4月より『クローズアップ現代』に改題リニューアルの上月 - 水曜日の19時台後半に移動したため、同時期以降は当番組が再び日本の地上波の放送局で唯一の平日22時台の総合報道番組となった。
2011年10月2日 - 2017年4月2日に当番組の日曜版として『報道ステーション SUNDAY』（以下、日曜版）が放送。平日の当番組との連携・強化が狙いとなっており、当番組でリポーターを務める長野智子と富川悠太が日曜版のメインキャスターに起用された。
2015年12月24日、古舘が翌年春を以って本番組を降板する事が発表された。これは61歳の誕生日を迎えた17日後の出来事で、「現在のキャスターの出演契約を2016年春で満了とする事で合意したこと」と、「自ら新しい挑戦をしたい」とする古舘の意思を尊重してのものを降板理由に挙げていた。古舘は番組降板発表会見で「不自由な12年間だった。言っていいことと、いけないこと…大変な綱渡り状態でやってきた」「今日もずっとインターネット（の反応）を見ていたら、『古舘降板だってさ。やったぜ!』っていうのがありまして、一番印象に残りました（笑）。『ああ、そういう人はいっぱいいるんだなー』って…そういう人には『よかったですね』と言いたいですし、『育ててくれてありがとう』とも言いたいです」と記者団に向かって快活に答えた。
2016年3月31日の古舘時代最後の回ではその日のニュースに加え、番組の最後には古舘が当日をもって当番組を降板する内容やこれまで12年間振り返りながらの感想や後任等の一言を述べた内容が放送され12年間の歴史に幕を下ろした（詳細は後述）。
本番組の前番組『Nステ』終了後、テレビ朝日への直接の出演を行わない久米宏とは違い、本番組降板後もテレビ朝日への直接出演を積極的に行なっている。
2016年4月1日 - 4月8日はスタジオセットを建て直すのと番組フルリニューアルに伴う準備のため当番組は休止。休止期間中は代替として『ANN NEWS&SPORTS』を15分程度放送していた。キャスターは板倉朋希と久冨慶子（8日のみ加藤真輝子）が担当した。

### 第2期・富川 → 小木・富川時代

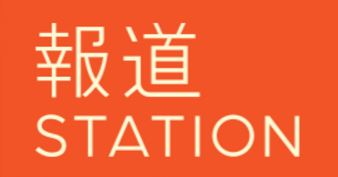
第2期 報道ステーションのロゴ

古舘の後任には2016年4月11日から当番組リポーターで日曜版メインキャスターを務めていた富川が2代目メインキャスターとして就任。同日より第2期としての放送を開始。開始当日、平日昼に放送されているトーク番組『徹子の部屋』には富川がゲスト出演した。
2017年4月11日より、インターネット配信事業者AbemaTVのニュースチャンネルAbemaNewsにて毎週火 - 土曜日0:00 - 2:00（月 - 金曜日深夜）に『AbemaNews×報道ステーション』という番組を開始し、同番組内の0:20頃からは前夜にテレビ朝日系列地上波にて放送された当番組を遅れ配信する。
2018年10月からリニューアルを実施し、月 - 木曜日に限り、スポーツコーナーの放送時間を拡大することにより、終了時刻を23:15までに繰り下げ・拡大する。月 - 木曜日と金曜日で放送時間が異なるのは1988年3月までの『Nステ』以来30年半ぶりとなる。また、富川など一部を除き出演者もリニューアルされ、富川が出演曜日を月 - 木曜日に縮小する一方、女性キャスターの肩書きを「サブキャスター」から「メインキャスター」に変更した上、2004年4月から2005年3月までスポーツキャスターを務めた2005年4月にテレビ朝日を退社した徳永有美は初めてフリーアナウンサーとなり、月 - 木曜日のメインキャスターとして再登板した。また、金曜日のメインキャスターには小木逸平と、かつて日曜版でスポーツ・天気キャスターを務め、2015年4月から2018年9月まで平日夕方の報道番組『スーパーJチャンネル』でメインキャスターを務めた竹内由恵が担当。なお、竹内は月 - 木曜日のスポーツキャスターも担当。
リニューアルに合わせて、画面右上の小見出しテロップを従前の2行表示から上部に通常の小見出しテロップ、下部にやや小さい小見出しテロップの表示にリニューアル。さらに主要ニュースのうち1項目は映像明けに富川（金曜日は小木）がそのニュースの背景を解説し、徳永と後藤（金曜日は竹内と野村）がそれに対してコメントを述べるという枠を設けている。
2019年9月をもって竹内（同年12月に退社）が降板することにより、同年10月よりニュースキャスター（2018年9月までお天気キャスター）であった森川夕貴が金曜日のメインキャスターに異動した。
2020年3月30日より、番組連動データ放送を取りやめた。

### 第3期・大越時代

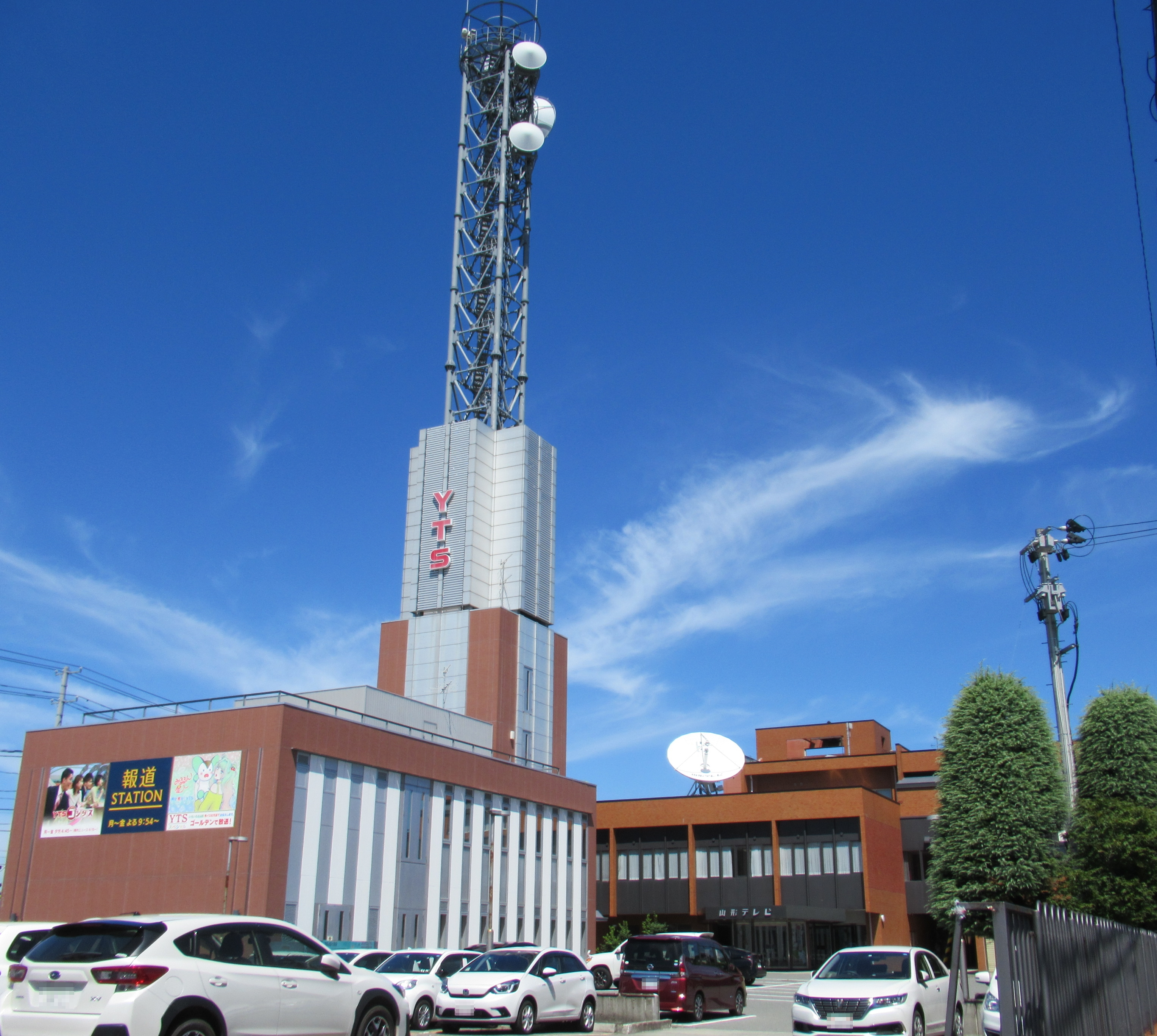
山形テレビ本社の壁面広告に起用された第3期のロゴ（手前の建物の左側の壁に貼られている3つの広告の真ん中）

2021年10月4日からは、同年6月30日付でNHKを定年退職した大越健介が月 - 木曜日のメインキャスターに就任。小木は出演曜日を月 - 木曜日に拡大し、新加入の渡辺瑠海を加えての3人体制となる。富川と徳永は出演曜日を金曜日に縮小した上で2人体制で担当する。また、富川は月 - 木曜日にリポーターとしても出演する。一方、森川は同年10月1日をもって降板し、同月5日より『スーパーJチャンネル』の火 - 金曜日のメインキャスターに就任（ただし、当番組降板後も日曜夜の姉妹番組『サンデーステーション』には引き続き出演）。
コメンテーターに関しては、月 - 木曜日はレギュラーコメンテーターは配置せず、取り上げる話題に応じた専門家等を都度ゲストに招く形式に変更された。太田は『サンデーステーション』へ異動し、梶原は金曜日へ移動する形で続投する。
2022年3月25日、金曜日のメインキャスターを務める富川がテレビ朝日を退社することに伴い番組を卒業。翌週の4月1日からは、富川の後任として20年9月までフィールドリポーターを担当していた板倉朋希が1年半ぶりに番組に復帰し、金曜メインキャスターに就任、金曜日は徳永、板倉の2人が担当することとなった。
また、4月11日から、テレビ朝日を初めとする民放5系列でTVerによるリアルタイム配信がスタートしたことに伴い、当番組のリアルタイム配信を開始した。基本的には全編配信であるが、一部権利の都合でリアルタイム配信出来ない部分があり、該当部分はフィラー映像に差し替えられる。7月から安藤が全曜日でスポーツキャスターを担当。10月から大越が金曜日も登坂し、全曜日に出演。金曜日は大越、徳永、板倉の3人が担当する。一方でコメンテーターの梶原は9月末をもって降板となった。また、この時点で前番組『ニュースステーション』の放送期間（18年半）を上回った。
2023年4月よりフリーアナウンサーで『サンデーLIVE!!』キャスターを同年3月まで務めたヒロド歩美が全曜日担当のスポーツキャスターに就任。これに伴い、現スポーツキャスターの安藤は月〜木曜日のメインキャスターに就任し、前年10月から全曜日でメインキャスターを担当する大越に加え、月〜木曜日は小木・安藤、金曜日は引き続き徳永・板倉がそれぞれメインキャスターを担当する。一方で現在、月〜木曜日のメインキャスターを担当している渡辺はフィールドリポーターとなり、姉妹番組『サンデーステーション』のメインキャスターに就任した。

## 視聴率
番組開始から2015年12月23日（この年の年内最終回）までの全2960回の平均視聴率は13.2%（ビデオリサーチ調べ、関東地区・世帯・リアルタイム）である。
これまでの歴代最高視聴率は2023年3月16日放送分の世帯視聴率43.6%・個人視聴率27.9%（ビデオリサーチ調べ、関東地区・リアルタイム）。また、歴代最低視聴率は2023年3月10日放送分の世帯視聴率2.1%・個人視聴率1.2% （ビデオリサーチ調べ、関東地区・リアルタイム）。

## 歴代のキャッチフレーズ
- 2004年4月5日 - 2016年3月31日：今日、何があったか
- 2016年4月11日 - 2018年9月28日：ぐっと近づく
- 2018年10月1日 - 2020年3月27日：わかりやすさに一生懸命
- 2020年3月30日 - 2021年10月1日：きょう、色々。
- 2021年10月4日 - ：深く、力強く、きょう色々。

## 出演者
2023年4月3日以降。 表記されていない人物は、テレビ朝日アナウンサー。

### キャスター

#### メインキャスター
全曜日
- 大越健介（テレビ朝日専属（局契約）フリージャーナリスト 2021年10月4日 - ）2021年10月4日 - 2022年9月29日は月 - 木曜日メインキャスター。

月 - 木曜日
- 小木逸平（2018年10月5日 - ）[注 12]
- 安藤萌々（2023年4月3日 - ） - 2021年3月29日 - 2022年6月24日は月 - 木曜日スポーツキャスター、2022年6月27日 - 2023年3月31日は月 - 金曜日スポーツキャスター。

金曜日
- 徳永有美（フリーアナウンサー・元テレビ朝日アナウンサー、2018年10月1日 - ） - 第1期はスポーツキャスター（木・金曜日担当）、2018年10月1日 - 2020年5月28日は月 - 木曜日メインキャスター、2020年6月1日 - 2021年9月29日は月 - 水曜日メインキャスター。 - 2004年4月から2005年3月までスポーツキャスターを務めていたが、2005年4月にテレビ朝日を退社し、2017年1月からはフリーアナウンサーとなり、2018年10月からはメインキャスターとなった。
- 板倉朋希（2022年4月1日 - ） - 2016年4月11日 - 2020年10月2日はリポーター。

#### スポーツキャスター
- ヒロド歩美（フリーアナウンサー・元朝日放送テレビアナウンサー、2023年4月3日 - ）

#### お天気キャスター
- 細川栞（気象予報士、ウェザーニューズ所属、2024年7月1日 - ）[22]

### スポーツコメンテーター
試合解説などを担当する他、特集時にはレポートも担当する。
- 松岡修造（元プロテニスプレイヤー、2004年4月 - ） - 月曜日を中心に「松岡特集」として取材した特集を放送。
- 内田篤人（元鹿島アントラーズ選手、2021年3月31日 - ） - 水曜日に出演[23]。
- 松坂大輔（元西武選手、2022年2月 - ） - 野球担当。

### リポーター
大きなニュースや特集企画時の取材で現場レポートを担当する。
- 下村彩里（2019年4月5日 - ）[注 13]
- 渡辺瑠海（2023年4月3日 - ） - 2021年10月4日 - 2023年3月30日は月 - 木曜日メインキャスター。
- 所村武蔵（2024年1月5日 - ）

### ナレーション

#### ニュースナレーション
全員、声優。
- 松本考平（2016年4月 - ）
- 沢城みゆき[注 14]（2016年4月 - 2018年6月[注 15]、2018年11月 - ）
- 古賀慶太（2016年4月 - ）
- 佐藤利奈（2020年4月2日 - ）
- 安井絵里（2021年7月2日 - ）
- 庄司宇芽香（2025年4月2日 - ）

特集
全員、ナレーター。
- 湯浅真由美 - 『Nステ』から続投
- 関根正明
- 窪田等
- 小山茉美 - 2004年4月 - 2012年9月はニュースナレーション、2012年10月以降は特集を担当[24]。

他

#### スポーツナレーション
- 大海吾郎（ナレーター） - 『Nステ』から続投
- 泉龍太（ナレーター）
- 林田尚親（声優）
- 松岡修造（元プロテニスプレイヤー）

他
主に週の前半（月 - 水曜）は泉、週後半（木・金曜）は林田が担当する機会が多い。その他、プロ野球関連のニュースは、関東地方以外で開催された試合については『Nステ』同様北海道テレビ（日本ハム）、名古屋テレビ（中日）、朝日放送テレビ（阪神・オリックス）などのホーム主催側の地方局の男性アナウンサーがナレーションを担当する。

## 歴代出演者

### メインキャスター・サブキャスター
| 2004.4.5 | 2009.3.31 | 古舘伊知郎        | 古舘伊知郎        | 古舘伊知郎        | 河野明子1 | 河野明子1 | 河野明子1 |
| 2009.4.1 | 2011.4.1  | 古舘伊知郎        | 古舘伊知郎        | 古舘伊知郎        | 市川寛子  | 市川寛子  | 市川寛子  |
| 2011.4.4 | 2016.3.31 | 古舘伊知郎        | 古舘伊知郎        | 古舘伊知郎        | 小川彩佳  | 小川彩佳  | 小川彩佳  |
| 2016.4.11 | 2018.9.28 | 富川悠太          | 富川悠太          | 富川悠太          | 小川彩佳  | 小川彩佳  | 小川彩佳  |
| 2018.10.1 | 2019.9.27 | 富川悠太          | 富川悠太          | 小木逸平          | 徳永有美  | 徳永有美  | 竹内由恵  |
| 2019.9.30 | 2020.5.29 | 富川悠太          | 富川悠太          | 小木逸平          | 徳永有美  | 徳永有美  | 森川夕貴  |
| 2020.6.1 | 2021.10.1 | 小木逸平          | 富川悠太          | 富川悠太          | 徳永有美  | 森川夕貴  | 森川夕貴  |
| 2021.10.4 | 2022.3.25 | 大越健介 小木逸平 | 大越健介 小木逸平 | 富川悠太          | 渡辺瑠海  | 渡辺瑠海  | 徳永有美  |
| 2022.3.28 | 2022.9.30 | 大越健介 小木逸平 | 大越健介 小木逸平 | 板倉朋希          | 渡辺瑠海  | 渡辺瑠海  | 徳永有美  |
| 2022.10.3 | 2023.3.31 | 大越健介 小木逸平 | 大越健介 小木逸平 | 大越健介 板倉朋希 | 渡辺瑠海  | 渡辺瑠海  | 徳永有美  |
| 2023.4.3 | 現在      | 大越健介 小木逸平 | 大越健介 小木逸平 | 大越健介 板倉朋希 | 安藤萌々  | 安藤萌々  | 徳永有美  |
| - メインとサブは、太字は出演当時の者を含めて全員テレビ朝日アナウンサー。 - 女性キャスターの肩書きは2018年9月まではサブキャスター、2018年10月からはメインキャスター。 - 1 前番組『ニュースステーション』スポーツキャスターから続投。 |           |                   |                   |                   |           |           |           |

### レギュラーコメンテーター
| 2004.4.5 | 2008.10.3  | 加藤千洋     | 加藤千洋     | 加藤千洋                      | 加藤千洋                     | （ゲスト）1 |
| 2008.10.6 | 2011.4.1   | 一色清       | 一色清       | 一色清                        | 一色清                       | （ゲスト）1 |
| 2011.4.4 | 2012.3.30  | 五十嵐浩司2  | 五十嵐浩司2  | 三浦俊章                      | 三浦俊章                     | （ゲスト）1 |
| 2012.4.2 | 2013.3.29  | 三浦俊章     | 三浦俊章     | 三浦俊章                      | 三浦俊章                     | （ゲスト）1 |
| 2013.4.1 | 2015.3.27  | 恵村順一郎   | 恵村順一郎   | 恵村順一郎                    | 恵村順一郎                   | （ゲスト）1 |
| 2015.3.30 | 2015.12.23 | 木村草太     | 立野純二     | 中島岳志2                     | ショーン・ マクアードル 川上 | （ゲスト）1 |
| 2016.1.4 | 2016.3.11  | 中島岳志     | 立野純二     | ショーン・ マクアードル 川上3 | 木村草太                     | （ゲスト）1 |
| 2016.3.14 | 2016.3.31  | 中島岳志     | 立野純二     | （不在）                      | 木村草太                     | （ゲスト）1 |
| 2016.4.11 | 2018.9.28  | 後藤謙次4・5 | 後藤謙次4・5 | 後藤謙次4・5                  | 後藤謙次4・5                 | （ゲスト）1 |
| 2018.10.1 | 2020.3.27  | 後藤謙次4・5 | 後藤謙次4・5 | 後藤謙次4・5                  | 後藤謙次4・5                 | 野村修也    |
| 2020.3.30 | 2021.2.26  | 太田昌克     | 太田昌克     | 梶原みずほ                    | 梶原みずほ                   | 野村修也    |
| 2021.3.1 | 2021.10.1  | 太田昌克     | 太田昌克     | 梶原みずほ                    | 梶原みずほ                   | （ゲスト）1 |
| 2021.10.4 | 2022.9.30  | （不在）     | （不在）     | （不在）                      | （不在）                     | 梶原みずほ  |
| 2022.10.3 | 現在       | （不在）     | （不在）     | （不在）                      | （不在）                     | （不在）    |
| - 2015年3月以前のレギュラーコメンテーターと立野は全員、出演当時朝日新聞所属。 - 1 週替わりで出演。レギュラーコメンテーター不在時にも随時出演（「#出演者」の項を参照）。 - 2 レギュラー出演以前は金曜日にゲストとして出演。 - 3 ショーンの降板については後述。 - 4 レギュラー出演以前は不定期で出演。 - 5 日曜版及び後身番組『サンデーステーション』にも引き続き出演。 |            |              |              |                               |                              |             |

- 2015年3月までは月曜から木曜まで朝日新聞社所属の編集委員・論説委員が主に務めていたが、2015年4月からは日替わり制となり、立野以外は全員朝日新聞所属以外の文化人になった。2016年4月11日からは日曜版でコメンテーターをしている後藤に統一された。後藤は政治ジャーナリストであるが共同通信社出身の為、前番組『Nステ』から続いていた朝日新聞所属の編集委員・論説委員の出演はほぼ無くなっていたが、2020年3月26日をもって後藤が降板したため(同番組降板後もサンデーステーションは引き続き出演)、同年4月からは水・木曜のみではあるが、朝日新聞所属の梶原がコメンテーターになったため、約5年振りに復活している。
- 第1期を含め、月曜から木曜はコメンテーターが曜日毎に固定されていたが、レギュラー出演のコメンテーターが出演しない金曜は2018年9月までは週替わりでゲストコメンテーターが出演していたが、2018年10月からは金曜もコメンテーターを固定化し、『サンデーLIVE!!』で小木と共演、コメンテーターをしている野村が起用され、週替わりでのゲストコメンテーターは廃止された。
- 従来は（『Nステ』時代を含む）男性メインキャスターのサポート役となる女性キャスターは、肩書は「サブキャスター」でメインキャスターより年下であった。2018年10月1日からは月曜から木曜は徳永、金曜は竹内由になり、肩書も「サブキャスター」から「メインキャスター」に変更された。徳永は富川より1期先輩なおかつ年上であることから、『Nステ』時代を含め、番組初となる男性メインキャスターより年上の女性キャスターが誕生することとなった。また『Nステ』時代を含め、番組のメインとなる男性メインキャスターが2人かつ月曜から木曜と金曜で異なるのも初めてとなり、従前のキャスター編成の既成概念を覆す格好となった。

### スポーツキャスター・気象情報担当・ニュースキャスター
| 期間 | 期間      | スポーツキャスター | スポーツキャスター | スポーツキャスター | 気象情報担当    | 気象情報担当    | ニュースキャスター |
| 期間 | 期間      | 月 - 水曜日        | 木曜日             | 金曜日             | 月 - 木曜日     | 金曜日          | ニュースキャスター |
| --- | --------- | ------------------ | ------------------ | ------------------ | --------------- | --------------- | ------------------ |
| 2004.4.5 | 2005.4.1  | 武内絵美1          | 徳永有美1          | 徳永有美1          | 市川寛子        | 市川寛子        | （なし）           |
| 2005.4.4 | 2009.3.31 | 武内絵美           | 武内絵美           | 武内絵美           | 市川寛子        | 市川寛子        | （なし）           |
| 2009.4.1 | 2011.8.12 | 武内絵美           | 武内絵美           | 武内絵美           | 宇賀なつみ      | 宇賀なつみ      | （なし）           |
| 2011.8.15 | 2014.3.28 | 宇賀なつみ         | 宇賀なつみ         | 宇賀なつみ         | 青山愛          | 青山愛          | （なし）           |
| 2014.3.31 | 2016.3.31 | 青山愛             | 青山愛             | 青山愛             | 林美沙希        | 林美沙希        | （なし）           |
| 2016.4.11 | 2017.9.29 | 寺川俊平2          | 寺川俊平2          | 寺川綾3            | 森川夕貴 喜田勝 | 森川夕貴 喜田勝 | （なし）           |
| 2017.10.2 | 2018.1.26 | 寺川俊平2          | 寺川俊平2          | 寺川綾3            | 森川夕貴 喜田勝 | 三谷紬 喜田勝   | （なし）           |
| 2018.1.29 | 2018.5.25 | 寺川俊平           | 寺川俊平           | 寺川俊平           | 森川夕貴 喜田勝 | 三谷紬 喜田勝   | （なし）           |
| 2018.5.28 | 2018.9.28 | 寺川俊平           | 寺川俊平           | 寺川綾             | 森川夕貴 喜田勝 | 三谷紬 喜田勝   | （なし）           |
| 2018.10.1 | 2019.3.29 | 竹内由恵           | 竹内由恵           | 寺川綾             | 三谷紬 喜田勝   | 三谷紬 喜田勝   | 森川夕貴4          |
| 2019.4.1 | 2019.9.27 | 竹内由恵           | 竹内由恵           | 寺川綾             | 下村彩里 喜田勝 | 下村彩里 喜田勝 | 森川夕貴4          |
| 2019.9.30 | 2021.3.26 | 清水俊輔5          | 清水俊輔5          | 寺川綾             | 下村彩里 喜田勝 | 喜田勝          | （なし）           |
| 2021.3.29 | 2022.6.24 | 安藤萌々           | 安藤萌々           | 寺川綾             | 眞家泉          | 眞家泉          | （なし）           |
| 2022.6.27 | 2023.3.31 | 安藤萌々           | 安藤萌々           | 安藤萌々           | 眞家泉          | 眞家泉          | （なし）           |
| 2023.4.3 | 2024.6.28 | ヒロド歩美         | ヒロド歩美         | ヒロド歩美         | 眞家泉          | 眞家泉          | （なし）           |
| 2024.7.1 | 現在      | ヒロド歩美         | ヒロド歩美         | ヒロド歩美         | 細川栞          | 細川栞          | （なし）           |
| - 太字は出演当時の者を含めて全員テレビ朝日アナウンサー。 - 1 武内の『スーパーJチャンネル』との兼ね合いによる。 - 2 金曜日の出演の場合あり。 - 3 2017年4月から月 - 木曜の出演の場合あり。 - 4 ニュースコーナーを担当。 - 5 富川の新型コロナウイルス感染を受け、4月13日から4月25日まで、板倉朋希が担当した。（後述の#疑惑・誤報などの問題を参照） |           |                    |                    |                    |                 |                 |                    |

### 解説者・コメンテーター・ナレーター
ゲストコメンテーター
- 鳥越俊太郎（ジャーナリスト、「ザ・スクープ」メインキャスター・「スーパーモーニング」コメンテーター）
- 天野祐吉（コラムニスト）
- 石田衣良（直木賞作家）
- 佐山展生（経済学者・一橋大学大学院教授・GCA代表取締役）
- 田勢康弘（早稲田大学大学院教授）
- 月尾嘉男（東京大学名誉教授・工学博士）
- 堀田力（弁護士・元検事）
- 星浩（朝日新聞編集委員）
- 佐々木常夫（東レ経営研究所特別顧問）
- 湯浅誠（反貧困ネットワーク事務局長・2008年『年越し派遣村』村長）
- 財部誠一（経済ジャーナリスト）
- 佐野眞一（ノンフィクション作家）
- 古賀茂明（元経済産業省官僚）
- みのもんた（フリーアナウンサー・元文化放送アナウンサー・マルチタレント・司会者）[注 16]
- 木村草太 (憲法学者・首都大学東京 教授)
- 九代目松本幸四郎（歌舞伎俳優）
- 三谷幸喜（劇作家）
- 古田敦也（元東京ヤクルトスワローズ選手・監督）
- 十八代目中村勘三郎（歌舞伎俳優）

スポーツ解説者
- 福田正博（サッカー解説者、2004年4月 - 2008年1月） - サッカー担当。主にサッカー日本代表に絡む試合がある日に出演。
- 栗山英樹（野球解説者、2004年4月 - 2011年12月22日） - 野球担当、『ニュースステーション』から続投。(降板後、2016年10月31日に現在自ら監督として指揮をとる北海道日本ハムファイターズが2016年の日本シリーズで10年ぶりに日本一になり、約5年ぶりのゲスト出演をした。)[注 17]
- 澤登正朗（元サッカー選手・サッカー解説者、2008年2月 - 2021年6月10日） - サッカー担当。主にサッカー日本代表に絡む試合がある日[注 18]。2021年6月10日の放送を最後に出演が無くなり、2021年9月を境公式サイトから名前が削除された。
- 工藤公康（元プロ野球投手、2012年1月27日 - 2014年12月） - 野球担当[28]。[注 19]
- 中山雅史（元サッカー選手・サッカー解説者、2013年3月26日 - 2021年3月22日） - サッカー担当。主にサッカー日本代表に絡む試合がある日[29]。2019年4月以降はサッカー以外のスポーツを取り扱うことも多い。2021年3月22日の放送を最後に出演が無くなり、2022年2月を境に公式サイトから名前が削除された。
- 長嶋一茂（元巨人選手・タレント） - 月イチコーナー「月刊カズシゲ」を担当。実妹・長島三奈は前番組『Nステ』のスポーツキャスター（金曜日）を担当していた。
- 稲葉篤紀（元ヤクルト・日本ハム選手、2015年1月30日 - 2021年3月） - 野球担当。[注 20]
- 寺川綾（元競泳日本代表選手、2016年4月11日 - 2018年1月、2018年6月1日 - ） - 2018年2月から5月まで第2子出産に伴う産休で（3月に出産）一時的に降板。2022年6月24日までは金曜日スポーツキャスター。
- 前田智徳（元広島選手、2016年4月 - ） - 野球担当。
- 川上憲伸（元中日投手、2017年10月 - ） - 野球担当。当初は解説者として出演。2019年よりスポーツキャスター。

フィールドキャスター
※長野以外は全員テレビ朝日アナウンサー。
- 角澤照治（2004年4月5日 - 2009年9月25日） - 『Nステ』スポーツキャスターから続投。古舘・河野（時には武内も）の取材、休暇などによる不在時にはキャスター代理を担当、通常は特集企画やスポーツ（特にサッカー）関連の取材時のみ出演。
- 長野智子（2004年4月 - 2011年9月） - 特別リポーター
- 山口豊（2006年夏 - 2016年3月31日）
- 武内絵美（2013年7月 - 2017年3月）
- 八木麻紗子（2017年4月 - 2019年3月）
- 平石直之（2016年4月 - 2019年3月）
- 板倉朋希（2016年4月 - 2020年9月）[注 21]
- 森葉子（2019年4月 - 2021年3月）[注 22]
- 井澤健太朗（2019年4月1日 - 2023年12月28日）

気象解説者 ※全て気象予報士。
- 今村涼子（2004年4月 - 2005年4月1日、現在は『スーパーJチャンネル』を担当）
- 依田司（2005年4月 - 不明、現在は『グッド!モーニング』『サタデーステーション』を担当）
- 宇野沢達也（ウェザーニューズ所属）
- 内藤邦裕（ウェザーニューズ所属 ）
- 荒木真理子（不明 - 2015年7月）
- 縣梨花（不明 - 2016年3月）
- 喜田勝（2016年4月11日 - 2021年3月26日）
- 眞家泉（気象予報士、ウェザーニューズ所属、2021年3月29日 - 2024年6月28日）[30]

ニュースナレーター
- 小原雅一（2004年4月 - 2016年3月、月・火曜日）
- 仮屋昌伸（2004年4月 - 2016年3月、水 - 金曜日）
- 柳沢真由美（同上）
- むたあきこ（2004年4月 - 2006年9月、木・金曜日）
- 石塚運昇
- 進藤尚美（2012年10月 - 2016年3月、2018年7月 - 2018年10月[注 23]）

スポーツナレーター ※出演当時の者を含めて全員テレビ朝日アナウンサー
- 武内絵美（2004年4月 - 2011年8月）
- 宇賀なつみ（2011年8月 - 2014年3月）
- 青山愛（2014年4月 - 2016年3月）
- 寺川俊平（2016年4月 - 2018年9月）
- 竹内由恵（2018年10月 - 2019年10月）

## 放送および配信時間
テレビ朝日系列フルネット全24局およびTVer・テレ朝系リアルタイム配信の放送時間（後者は2022年4月11日 - ）
すべてJST。字幕放送はテレビ朝日フルネット24局のみで実施。
| 期間       | 期間       | 月 - 木曜日           | 金曜日                |
| ---------- | ---------- | --------------------- | --------------------- |
| 2004.04.05 | 2018.09.28 | 21:54 - 23:10（76分） | 21:54 - 23:10（76分） |
| 2018.10.01 | 2019.09.27 | 21:54 - 23:15（81分） | 21:54 - 23:10（76分） |
| 2019.09.30 | 現在       | 21:54 - 23:10（76分） | 21:54 - 23:10（76分） |

- ドラマ（主に刑事ドラマや木曜ドラマ）やバラエティ番組の特番・拡大放送、毎年12月下旬の『ミュージックステーションスーパーライブ』放送に伴う拡大、スポーツ中継に伴う特別編成により放送時間変更・休止となる場合もある[31]。
- 夏季・冬季オリンピックとFIFAワールドカップ期間中は、番組内でも関連ニュースを扱うが他局の夜のニュース番組とは違って放送時間は拡大されず、当番組終了後に別枠でジャパンコンソーシアム共通の協賛スポンサー3-4社程度が提供する大会ハイライト番組を5 - 10分間放送する。
- 年末年始は特番編成の関係上放送休止となり、23時台もしくは翌0時台、1時台に10分間、代替の『ANNニュース』を放送する[注 24][31]。

ABEMA
- 2017年4月11日から、火曜日 - 土曜日 0:00 - 2:00（120分）。
- 『AbemaNews×報道ステーション』の番組名で配信。0:20頃からは前夜にテレビ朝日系列フルネット24局で放送されたものを時差配信（スポーツコーナーや権利処理の難しい部分など一部がカットされている）。

### 報道特別編成
災害や有事などによる放送の休止・内容・時間変更は以下の通り。報道特別番組により放送の開始が前倒しされる場合、基本的に本来の放送時間までは「ANN報道特別番組」として放送する。
- 2005年8月8日：郵政解散

衆議院解散を受け、『ビートたけしのTVタックル』を中止して20:54から放送。
- 2006年1月23日：ライブドア事件

証券取引法違反容疑でライブドア社長（当時）・堀江貴文が逮捕された事に伴い、『TVタックル』を中止し20:54から放送。この日はゲストコメンテーターとして佐山展生が出演した。
- 2007年7月16日：平成19年（2007年）新潟県中越沖地震

サッカーアジアカップ2007「日本vsベトナム」戦放送のため、当初30分繰り下げの22:24からのスタート予定であったが、同日午前に発生した地震に伴い、同じくこの日30分繰り下げで放送予定であった『TVタックル』を中止し、21:30から前倒して23:40まで放送。
- 2007年9月12日：内閣総理大臣・安倍晋三の辞任表明（第1次）

サッカー北京五輪アジア地区最終予選「日本vsカタール」戦放送のため、当初30分繰り下げの22:24からのスタート予定であったが、同じくこの日30分繰り下げで放送予定であったドラマ『さくら署の女たち』の最終回を中止し、21:30から前倒して放送（『さくら署の女たち』最終回はテレビ朝日・福島放送・メ〜テレでは翌13日13:59 - 14:55に振替放送、その他のネット局でも後日振替放送を行っている）。
- 2008年9月1日：内閣総理大臣・福田康夫の辞任

放送中であった『TVタックル』を21:29で打ち切り、『福田首相辞任表明』としてそのまま前倒して放送。一部地域では冒頭の音声が放送されないトラブルが発生した。
- 2011年3月14日：平成23年（2011年）東北地方太平洋沖地震・福島第一原子力発電所事故（東日本大震災）

20:54から23:10まで放送。
なお、3月11日は『ANN緊急報道特番 「東北地方太平洋沖地震関連」』のため、中止扱いとはなるも、『スーパーJチャンネル』（こちらも番組としては『ANN緊急報道特番 「東北地方太平洋沖地震関連」』のため、中止扱い）の体制からリレーする形で19:00から翌0:15まで当番組の体制で放送。報道特別番組はその後も24時間態勢で放送が続けられた。 12日（土曜日）は・13日（日曜日）は21:00から翌0:00まで『報ステ』（週末のため、番組としては元々休止）体制での放送となり、古舘・市川とコメンテーター数名で被災地の状況を報じ続けた。15日は放送中に静岡県で最大震度6強の揺れを観測する地震が発生し、東京のスタジオも揺れを感じた。この影響で『世界の車窓から』を挟み、23:15から翌1:15まで報道特別番組を放送。
- 2016年4月14日：平成28年（2016年）熊本地震（前震）

21:26に熊本県を震源とする地震が発生。放送中であった『木曜ミステリー・警視庁・捜査一課長』第1話を（編成上は当初予定の21:54まで放送した扱いとなる）21:30で中止（『警視庁・捜査一課長』は翌週21日13:55 - 15:55に振替放送）。以降当番組開始までの間、『ANN報道特別番組 熊本県で震度7』となり富川がニュースルームから被災地の状況を報じた。当番組の通常放送に引き続き、23:10から15日2:21頃までも『報ステ』体制でANN報道特別番組をニュースルームから継続放送。この間は小川・後藤（23:10まで）と山本孝二（元気象庁長官）が加わり放送を続けた。ANN報道特別番組は『報ステ』のテロップを使いその後も15日4:55まで放送が続けられた。15日2:21からは大熊英司と上山千穂が出演した。
富川は翌15日、最大震度7を観測した熊本・益城町に向かい、現地から出演。16日1:25にこの地震の本震とされる更に規模の大きな地震が発生。この日の朝の『ANN報道特別番組』内では地震発生当時熊本市内の飲食店におり、ここで取材を行った映像が放送されている。
- 2018年6月12日：2018年米朝首脳会談

21:00から54分前倒し・拡大して21:00 - 23:10の放送。富川は前日11日より米朝首脳会談が行われるシンガポールに向かい、現地から出演。
- 2019年4月30日：天皇退位・新天皇即位、元号改元「平成」から「令和」へ

21:54から翌0:20まで放送。
- 2019年6月18日：山形県沖地震

番組放送中の22:22に山形県沖を震源とする地震が発生し、一時山形・新潟・石川の各県に津波注意報が発令された事に伴い、関連情報を翌0:50まで放送した。
- 2020年4月7日：新型コロナウイルスによる緊急事態宣言

21:00から54分前倒し・拡大して21:00 - 23:10の放送。
- 2020年8月28日：安倍晋三総理大臣辞任表明（第4次）

放送時間を20分延長し、23:30まで放送。なお、以降の番組は20分繰り下げ、翌1:25から放送予定であった『朝まで生テレビ!』は20分短縮して放送した。
- 2021年10月7日：千葉県北西部地震

番組放送中の22:41に地震が発生し、緊急地震速報が鳴動すると共にスタジオでも震度4の揺れを感じた。編成上は23:10以降通常番組（テレビ朝日を始めとする多くの系列局では『アメトーーク!』の放送枠に当たる。当該番組の予定されていた放送回は延期となったが、報道特別番組を編成しなかった一部局では裏送りでそのまま放送された）を放送した扱いであったが、当番組の通常放送に引き続き8日0:15まで、一部地域を除き本番組を延長する形で報道特別番組を放送した。
- 2022年7月8日：安倍晋三銃撃事件

放送予定であった『ザワつく!金曜日』『マツコ&有吉 かりそめ天国 2時間SP』『私の幸福時間』を中止し、18:50から前倒して放送。この日は金曜日であったが、大越（金曜登板・就任前）も出演した。
- 2023年11月21日：北朝鮮によるミサイル発射

番組放送中の22:46頃にミサイル発射に伴い全国瞬時警報システム（Jアラート）が発令したため、以降の放送内容を変更し関連情報を翌0:15まで放送。
- 2025年7月30日：カムチャツカ半島地震

その日の午前にこれにともなう津波警報が発令し、それに関するニュースが中心となったものの、その日は後続番組の都合で延長し以降の番組を繰り下げを行なえず、放送予定であったドラマ『大追跡〜警視庁SSBC強行犯係〜』を中止し、54分前倒して放送（『大追跡～』は遅れネット局が予定通りの日程で放送された関係で、各ネット局で翌週の放送当日の午後までに振替放送を行っている）。

### その他の特別編成
上述以外の特番などによる放送の内容・時間変更は以下の通り。
- 年末スペシャル

2005年・2011年の12月28日に放送。2005年は通常のニュースと天気予報に加え、2005年のニュースの主役たちに古舘がインタビューする討論企画を放送。2011年は福島第一原子力発電所事故の特集を放送した。
- 2008年5月25日：四川大地震（5月12日発生）

当番組をベースとした報道特別番組『四川大地震〜メディアがまだ伝えきれていないこと」』を18:56 - 20:54まで放送。古舘と赤江珠緒がキャスターを務めた。
- 2012年3月11日（日曜日）：東日本大震災1周忌

『報道ステーションスペシャル 愛おしきあなたへ』として岩手県大船渡市にある三陸駅からスペシャルゲストに長淵剛を迎えて21:00 - 23:30まで放送。被災地に関連する特集を5つ放送した。
- 2016年7月31日（日曜日）：2016年東京都知事選挙

日曜エンターテインメント・『ビートたけしのいかがなもの会』・第1部（前半18:57 - 20:12・後半20:22 - 21:00）を一時中断扱いとし、20:12 - 20:22に『ANNニュース』として、富川・小川・後藤がニュースルームから出演し、開票速報を伝えた。
- 2017年2月25日（土曜日）：金正男の暗殺事件

『緊急報道特番 “悲運のプリンス"はなぜ、殺されたのか!?金正男氏暗殺の真実』を21:00 - 23:06に、『土曜プライム』を休止扱いとし、同枠外で放送。富川と小川がキャスターを務め、解説を池上彰と辺真一（コリア・レポート編集長）が務めた。
- 2017年4月11日（火曜日）：浅田真央現役引退

『緊急スペシャル生放送「ありがとう!真央ちゃん」独占映像で振り返る完全保存版!』を19:00 - 21:48に放送。富川と松岡が司会を務めた。この特別番組は生放送であり、富川と松岡はそのまま『報ステ』にも出演した。
- 2018年2月7日（水曜日）貴乃花親方地上波テレビ単独独占インタビュー

『独占緊急特報!!貴乃花親方すべてを語る』として19:00 - 20:54に地上波独占放送。テレビ朝日が貴乃花親方への単独独占インタビューに成功し、4つの項目に分けてインタビューした映像を放送した（理事選の前後にそれぞれ収録されている）。司会は『スーパーJチャンネル』の渡辺宜嗣と『ワイド!スクランブル』の大下容子、インタビューの相手を務めた『ワイド!スクランブル』水曜コメンテーターの山本晋也（映画監督）が出演した。
放送後同日の『報ステ』ではこのインタビューの映像の一部に加え、本編では放送されなかった未公開部分、この放送を視聴した視聴者の反応が放送されている。
- 2021年3月11日（木曜日）：東日本大震災10周忌

同年3月8日から12日までは「3.11から明日へ」として震災関連の特集を放送。震災10年となる11日は 『報道ステーションSP 3.11から明日へ』と題して、通常より15分拡大の21:54 - 23:25に放送。富川は被災地から中継で出演したほか、震災当時リポーターとして出演していた富川の様子も放送された。

## 主なコーナー
気象情報
天気キャスターが毛利庭園やテレビ朝日社内の屋上など、外から中継で伝える。また、季節の変わり目などの節目節目の時は、その季節に応じた風景や物を取材する。また、その風景や物のある各名所からの中継を行うことがあり、その際には当番組限定で特別にライトアップの演出を行っている。
2010年から毎年11月の後半に京都の様々な各地の紅葉中継を5日連続で行っている。このうち2010年・2011年・2014年の金曜日には古舘・サブキャスター・ゲストコメンテーターも京都から中継で出演した（スポーツキャスターは東京のテレビ朝日に残り、ニュースルームからその他のニュースとスポーツニュースを伝えている）。
2014年7月からは外からの中継は無くなり、スタジオで伝える。当初はバーチャルセットを使用し、天気図を表示したバーチャル画面を用いて伝えていたが、後に天気図との合成で伝えている。現在でも台風などの異常気象時やあらゆる季節の節目などに外から中継で伝えることもあった。
第1期では天気キャスターはアナウンサー1人制で毛利庭園での中継が多かったが（台風等は気象予報士がVTRでの解説またはスタジオに直接出演して解説）、2016年4月の第2期からは同年新人アナウンサーとして入社した森川と気象予報士の喜田の二人で中継するパターンに変更された。同時に、台風接近等になると天気コーナーは喜田のみで解説するときもある。基本的にはスタジオで伝えるが、場合によっては外からの中継で伝えることがある（金曜日は原則外からの中継で伝える）。2017年10月からは森川が月 - 木曜日担当となり、金曜日は同年に新人アナウンサーとして入社した三谷が森川に代わって喜田と共に天気キャスターを担当している。2018年10月からは森川がニュースフラッシュ担当となり、喜田の単独担当となった他、進行は徳永が担当しており、徳永と喜田の二人で伝えている（金曜日は従前通り三谷→下村と喜田）。
ニュースフラッシュ
その他のニュースを1項目約30秒程で一気に伝える。当初は番組終盤に放送されており、サブキャスターが読み上げていた。
2010年からは番組中盤に移動し、ニュースナレーションが読み上げる。この際、冒頭でサブキャスターが最初の項目を読み上げてから映像に入る。なお、海外の有名人の訃報のニュースに関してはニュースナレーションは入らず、文章のみで伝えることが多い。
2018年10月からコーナーがリニューアルされ、森川が担当。BGMも新たに加わった他、アタック音は従前とは異なるものを使用。ニュース項目は専用セットに並べられたフリップ形式になっており、森川がフリップを持って（持たない場合もある）項目を伝えてから映像に入る。一部のニュースと最後のニュースでは映像明けに森川の補足説明が入る。森川の休演時と金曜日は従前通りの形式で行っている。
エンディング
第1期はほぼ毎回（古舘最後の放送の2016年3月31日にも行われた）、その日の東京証券取引所の日経平均株価やニューヨーク証券取引所、ロンドン証券取引所の三大証券取引所円相場・為替相場の為替取引を古舘が伝え、その日に起こった日本政府の経済対策、日本銀行の金融政策や世界の経済の情勢、日本時間との時差の関係で放送終了後に行われる（アメリカや中国・ロシア・EU等の経済情勢や雇用統計、経済指標、GDP等の発表等)の影響を解説しながらその日の放送は終了するという流れであった（直後に古舘がその日のニュースや天気に関してコメントすることが稀にあった）。為替相場の取引のテロップは画面下に表示されており、2006年1月4日から実施している。
第2期以降は円相場・為替相場の取引を伝えることはほとんど無く、テロップで表示するのみに留まっている。基本的にはスポーツコーナーまたは特集をコーナー終了と同時に放送を終了する、最新ニュースを伝える、あるいはその日のニュースや天気に関してのコメントした後に放送を終了するという2つの流れである。

## SPORTS STATION → 報道STATION SPORTS
スポーツコーナーで、『Nステ』のスポーツコーナーを踏襲している。『Nステ』同様にプロ野球シーズン中においてはプロ野球の試合速報が9割以上を占める。逆にプロ野球のシーズンオフ・試合がない日には様々なスポーツニュース・特集・各スポーツシーズンの節目節目が中心となる。スポーツキャスターの他に専属キャスター・コメンテーターも出演し、解説をする。
2018年10月から2019年9月まで月曜から木曜に限り、番組放送時間が拡大したことにより、当コーナーも放送時間を少し拡大していた。

### 野球
『Nステ』同様、当日の試合速報が番組の主力コンテンツとしてあり続ける。2月のキャンプシーズン、5月から6月の交流戦（2005年から）、10月から11月の日本シリーズ（2007年からはその前にクライマックスシリーズも）が恒例。日本シリーズ（クライマックスシリーズも含む）に関しては該当チーム以外の監督・選手が解説者として出演する場合もある。『Nステ』とは違って『報ステ』では専属キャスターを設けており、番組開始から2011年までは栗山英樹、2012年から2014年は工藤公康、2015年からは稲葉篤紀が専属キャスターとして出演。2016年4月11日のリニューアルからは前田智徳も不定期ながら専属キャスターとして出演している。さらに2017年10月からは川上憲伸が不定期で解説者→専属キャスターとして出演している。
プロ野球速報
プロ野球の試合映像は各放送局から配信している。
また、稲葉(過去は栗山・工藤）が出演する際は、試合映像終わりからスコアボードを出す前後に稲葉(過去は栗山・工藤)が注目の選手をピックアップし、その選手の注目のプレーを解説している。稲葉の『侍ジャパン』監督就任に伴い、2017年10月以降は前田と川上が主に注目の選手をピックアップし、その選手の注目のプレーを解説している。前番組『ニュースステーション』（1992年以降）ではジャイアンツ・タイガースなどと呼んでいたが、当番組では巨人・阪神などと呼んでいる。
Pick Up One
2013年のシーズンから登場。試合の隠された注目の名プレー・珍プレーを取り上げたり、宇賀→青山や工藤→稲葉が選手・監督のコメント、記録などの一口メモを伝える。稲葉の『侍ジャパン』監督就任した2017年10月以降は、主に前田と川上が担当している。
稲葉篤紀の全力解説
2016年のシーズンから登場。基本的な内容は「Pick Up One」と同じ。
稲葉の侍ジャパン監督就任後の2018年以降のシーズンからは放送されていない。
きょうの熱盛
2017年のシーズンから登場。当日の試合の中から熱く盛り上がったシーンを取り上げる。基本的に日本のプロ野球であるが、それに限らずメジャーリーグも取り上げることもある。『Nステ』の「プロ野球1分勝負」を彷彿とさせるコーナー。日本シリーズ終了後の11月には、各球団のファン100人が選出した一番印象に残る熱盛プレーを紹介する「熱盛グランプリ」を放送している。
熱盛甲子園
「きょうの熱盛」の高校野球バージョン。タイトルは文字通り『熱闘甲子園』のもじり。
月刊カズシゲ
月1回のコーナー。長嶋一茂が巨人の選手・監督にインタビューし、転落期から大きな転機を迎えるまでの道のりを探る。他に巨人以外の選手・監督であったり、過去に現役で活躍した大物選手へのインタビューもある。近年、このコーナーを放送する回数は減っており、2012年からはほとんど放送されていない。古舘の降板と同時に自然消滅した。
松坂世代の現在地
松坂大輔が活躍した第80回全国高等学校野球選手権大会が開催された1998年。それから20年を迎えることから開始されたコーナー。当時松坂と同じ高校球児であった、いわゆる「松坂世代」にあたる現役選手・元選手の高校時代から現在までの執跡を描く。ナレーションは同じく松坂世代にあたる要潤。

### サッカー
2008年1月までは福田正博、2008年2月からは澤登正朗が専属キャスターとして出演。『Nステ』のサッカーとは相違点があり、Jリーグは他のスポーツニュースとほぼ同様の扱いで、この番組ではFIFAワールドカップやAFCアジアカップなどサッカー日本代表の重要試合に軸を置いており、試合がある場合は、その試合を解説したり、注目の選手・監督に福田（澤登）がインタビューしたり、注目の選手のプレーを解説したりするという構成になっている。2013年からは中山雅史が加わり、澤登と2人体制で解説こともある。
放送日にサッカー日本代表などの重要試合がある場合、試合映像の終わりのところでその試合のスコア結果を字幕出しした後、福田→澤登（＋中山）が注目のプレーを1 - 2項目取り上げ、そのプレーを巻き戻しして解説するという体裁をとっている。
FUKUDA STADIUM → NOBORI STADIUM
福田→澤登がサッカー日本代表の重要試合を実演を交えて解説を行う。通常は別スタジオで行うが、海外取材の場合は出張版も存在する。
NOBORI MEETING
このNOBORI STADIUMの連動で、澤登が日本代表の選手・監督と共に、相手国のチームに勝つにはどう攻略すればいいのかを、過去のプレーを交えつつ秘策を練る。

### その他のスポーツ
選手へのインタビュー
専属キャスターがインタビューする以外にも、スポーツキャスターが各競技で活躍する選手にインタビューする。番組公式サイトでは取材後記が提載されているほか、朝日新聞夕刊に「戦士のほっとタイム」というコラムも提載している。宇賀がスポーツキャスターであった時代は、これらに加え、「うが写っ」というインタビューした選手とのダイジェストブログが登場している。
特集
『Nステ』同様、スポーツ特集は野球・サッカー以外の幅広い競技にも及ぶ。この特集には宮嶋泰子が『Nステ』から引き続きディレクターとして取材に関わる。稀に宮嶋がスタジオに出演することがある。
また、松岡修造の特集コーナーでは、今注目になっている話題の選手にインタビューし、選手の努力や秘策に隠された裏側や、転落期から大きな転機となるまでの経緯などを取り上げる。これ以外に松岡がキャスターを務めるテレビ朝日のスポーツ中継は、上記の概要の他、シーズン期間中や試合がある場合は松岡が現地から連日中継で出演することもある。また、稀にスポーツ以外のテーマを取り上げることもある。

## 特集・シリーズ企画

### 第1期
理不尽
長野智子のリポート企画。世界中の「理不尽」な事件・出来事を現地取材する。
さよなら…
原則として2か月に1回亡くなった著名人を追悼する特集企画。周囲や生前の本人のインタビューを交えた独自編集の追悼映像を流し、最後にスタジオ陣がコメントする。
シリーズ 感動絶景!
モーターパラグライダーを操縦しながら撮影する飛行撮影家の矢野健夫が超低空カメラで撮影した映像を届けるコーナー。ナビゲーターは市川寛子。
The Interview（ジ・インタビュー）
古舘が著名人と1対1で対談する企画。2004年にオノ・ヨーコと五木寛之の2人に行った。最後に古舘から白い表紙の本を渡され、「今後本（自叙伝）を出版する際、どんなタイトルを付けますか?」というのがお決まり。ナレーションはアニマル浜口。その後しばらく行われていなかったが、2014年からタイトルはないものの、この企画を踏襲した内容の企画が行われている。
全国!職業別意見帳
2009年8月10日、第45回衆議院議員総選挙を控え、有権者を職業別にインタビューするシリーズ企画として「豆腐屋さん編」から放送開始。選挙後も継続して放送している。
戦争の話を聞かせてください
復活!日本の成長力
経済ジャーナリストの財部誠一が有名企業や中小企業などの経済成長の戦略を取材する。現在はタイトルはないが、同じ内容の企画が放送されている。

### 第2期
夜汽車の風景
金曜特集
この他『Nステ』同様、衆議院議員総選挙および参議院議員通常選挙時にはその年の選挙で重要となる争点を取り上げたり、各党首をスタジオに招いて生討論を行う企画がある。

### 東日本大震災関連企画・シリーズ
避難所で聞く
原発 わたしはこう思う → 原発再稼働 わたしはこう思う
被災地再生の道
復興を見つめて 陸前高田
この他、2013年の震災2年目以降は毎月11日（11日が土・日の場合はその週の金曜日または週明け月曜日）に東北3県（岩手・宮城・福島）の一つの町にスポットを当て、その町の中継映像を流しながら古舘がその町の状況を語る。第2期はそれに代わって「3.11から伝えたい」という特集を放送していたが、小川が2018年9月をもって降板したのに伴いそれ以降は放送されていない。
また、2013年までは被災地中継を行っていたが、2014年からは被災地中継は行わず、福島第一原子力発電所事故の内容を中心とした大掛かりな特集を放送している。その日の被災地の状況などのニュースは簡易に伝えられる形に留まっている。

### 古舘時代最後の回（2016年3月31日放送）
オープニングでは、前番組『ニュースステーション』の番組開始と同じ1985年に植えられたアークヒルズの桜並木から夜桜中継を行い、古舘がアークヒルズの桜並木への思い入れを語った後にスタジオに映像が切り替わると古舘が「こんばんは、『報道ステーション』古舘伊知郎私としては今日最後の出演と言うことになります。どうぞよろしくお願いいたします」と挨拶。なお、前番組『ニュースステーション』の最終回（2004年3月26日放送）でも同様にオープニングでアークヒルズからの夜桜中継を行った。オープニングの後は、前番組『ニュースステーション』の最終回同様、この日で最後とは思えない程の通常通りの内容で放送した。
番組の後半では気象情報担当やスポーツキャスターの最後の回で、通常の気象情報とスポーツコーナーをそれぞれ挟んでまず気象情報担当の林美沙希とスポーツキャスターの青山愛が視聴者への降板する内容の挨拶の一言をそれぞれ述べた。エンディングではスタジオに集まった出演者・関係者から見守る中、通常の円相場・為替相場の取引情報を挟んで古舘が「それに致しましても、この私が大変気に入っているセットとも今日でお別れとゆうこととなってしまう訳です。」と今日で最後となるスタジオセットへの思いを語った後にこれまで12年間振り返りながらの感想や視聴者を始め、スタッフなどへ感謝の言葉、番組の降板の決意についての内容、本番組とは全く別番組であった前番組『ニュースステーション』の内容、番組後任の内容等の一言を約7分間述べた後、最後は「私は今、こんな思いでいます。『人の情けにつかまりながら 折れた情けの枝で死ぬ』。『浪花節だよ人生は』の一節です。」という一言を述べた後に古舘が立ち上がり、「死んでまた再生します! 皆さん、本当にありがとうございました!」と挨拶し、番組は終了。12年間の古舘時代での歴史に幕を閉じた。
番組終了後、前番組『ニュースステーション』の最終回同様、多くのインターネットニュースを始め、翌日以降の情報・バラエティ番組、新聞各紙等でも報道されるなど、報道番組としては極めて例外的な扱いを受けた。
古舘の降板によりプロダクションの古舘プロジェクトは、同時間帯の報道番組制作から撤退することになる。これに伴い、前番組『ニュースステーション』のメインキャスター・久米宏の所属事務所でもあるプロダクションのオフィス・トゥー・ワンの同時間帯の報道番組制作時代（形としてはオフィス・トゥー・ワンは企画・制作協力扱い）から30年半にわたって長く続いた平日22時台の報道番組の制作プロダクションは廃止され、テレビ朝日単独制作に完全移行された。
なお後任の富川悠太についてはその内容についての一言を述べただけで、その中の一言の内容で「乱世の雄になってもらいたい」などとエールを送る場面があったという位置付けがなされ、古舘側の意向でテレビ朝日側が当初計画していた花束贈呈などの司会者の引き継ぎは一切行われなかった。なお、前番組『ニュースステーション』の最終回（2004年3月26日放送）でも同様に花束贈呈などの司会者の引き継ぎは一切行われなかったが、久米が最後の挨拶の中で、本番組『報道ステーション』については内容の一言を述べておらず、古舘へのエールを送っていなかったためか、前番組『ニュースステーション』とは全く別の番組という位置付けがなされた場面があった。
古舘時代最後の回の視聴率は15.2%（ビデオリサーチ調べ、関東地区・世帯・リアルタイム）。

## 番組を巡る疑惑・誤報・報道姿勢への批判
- 2007年12月7日：11月27日放送の日本マクドナルドの調理日時の改ざん問題報道にて、すでに退職していた元店長代理の女性を証言者として出演させた際に、番組スタッフがアルバイト用の制服と店長代理バッジを着用させていたことが判明した。放送直後から「元店長代理がバイトの制服を着ているのはおかしい」「モデルチェンジ前のユニホームでは」と偽装ではないかという疑惑が挙がり[37]、BPOはこれが過剰演出に当たるとしてテレビ朝日に対して反省を求める意見書を提出した[38]。またこれら過剰演出問題への同番組のその後の対応に関し、BPOとともに一部ウェブサイト上でも批判の声が上がった[39]。テレビ朝日は番組内で古舘が「視聴者に混乱と誤解を与えるもの。間違ったやり方だった。申し訳ない」と謝罪すると共に、広報部が「視聴者に誤解を与えたが、証言そのものは改竄を裏付ける真実だととらえている」と放送の正当性を主張した[40]。なお捏造証言を行った女性は当時女子大生で古舘の所属事務所である古舘プロジェクトでアルバイトをしており、同事務所から内定を得ていた[41]。当該問題の発覚後も内定取り消しなどの処分は無く、そのまま古舘プロジェクトに入社していたため[41]、非難の声も上がった。[41]
- 2008年4月11日：青森県の六ヶ所村再処理工場に関わる特集で、原子力関連施設の警備に重大な支障を与える映像のほか、敷地内や防護区域を無断で撮影した映像を許可や確認なく放送した。また特集自体の内容も、多くの事実誤認や偏向が見られる、科学的根拠に乏しい、不安を徒に煽っているなどとして、当事者である日本原燃から厳重抗議を受けている。[42][43]
- 2008年6月3日：自民党役員連絡会前に出席者が談笑している映像を流し、古舘が後期高齢者医療制度についての会議を行っているかのように「よく笑っていられますね。偉い政治家の人たちは」とコメントした。これについて自民党から「あたかも後期高齢者医療制度の話で自民党役員が笑っているとの誤解を与える報道の仕方である」と批判され、党役員会などの撮影の無期限禁止を番組に通知された[44]。
- 2008年7月23日：徳島県の土地改良を巡る横領事件の報道に際して、全国土地改良事業団体連合会の会長を務める衆議院議員・野中広務の映像を流した。野中は連合会が事件に関係している誤解を与えるものであり、また自身への名誉毀損・肖像権侵害にあたるとしてBPOに申し立てた。2009年3月30日、BPOは重大な放送倫理違反があったとの判断を下し、テレビ朝日に勧告を行った[45]。
- 2009年11月9日の放送で、リンゼイ・アン・ホーカー殺害事件の被疑者に関する報道をした際、被疑者の整形手術を施した医療機関とは全く関係の無い病院の看板を、「イメージ映像」のテロップを入れずに流した。医療機関には、取材の承諾を取っていなかった。病院からの指摘で発覚した。この件に関し、テレビ朝日は、翌日の『スーパーモーニング』と当番組で謝罪した。[46][47][48][49]
- 2014年9月10日：川内原発をめぐる原子力規制委員会の記者会見での質疑応答の内容を誤って伝えた。取材対象の原子力規制委員会委員長の田中俊一が、2つの質問について回答を拒否したような発言をつなげたVTR原稿や編集を行った。規制委員会からの抗議を受け番組内で謝罪、訂正し、番組プロデューサーらを減給や譴責処分にした。2015年2月9日、BPOは客観性と正確性、公平性を欠いており放送倫理違反にあたるとする意見書を発表した[50]。
- 2015年2月2日：ISILによる日本人拘束事件に際して「外務省は総理官邸に対し中東訪問自体を見直すよう進言していた」とし、安倍晋三首相がイスラム国対策支援を表明した中東政策演説についても「官邸が主導して作成された」と報じた。外務省は翌3日、放送内容は事実と異なるとして、外務報道官川村泰久と中東アフリカ局長上村司の連名で抗議をおこなった[51][52]。テレビ朝日広報部は、放送内容は取材に基づくものであるとしている[52]。
- 池田信夫によると、2015年のシリアの人質事件の際、「テロリストも話せばわかる」という報道で目立ったのがテレ朝の『報道ステーション』であり、朝日新聞が慰安婦騒動で「角度をつける」報道を自粛する一方で、テレ朝の報道が一段と過激になったという[53]。

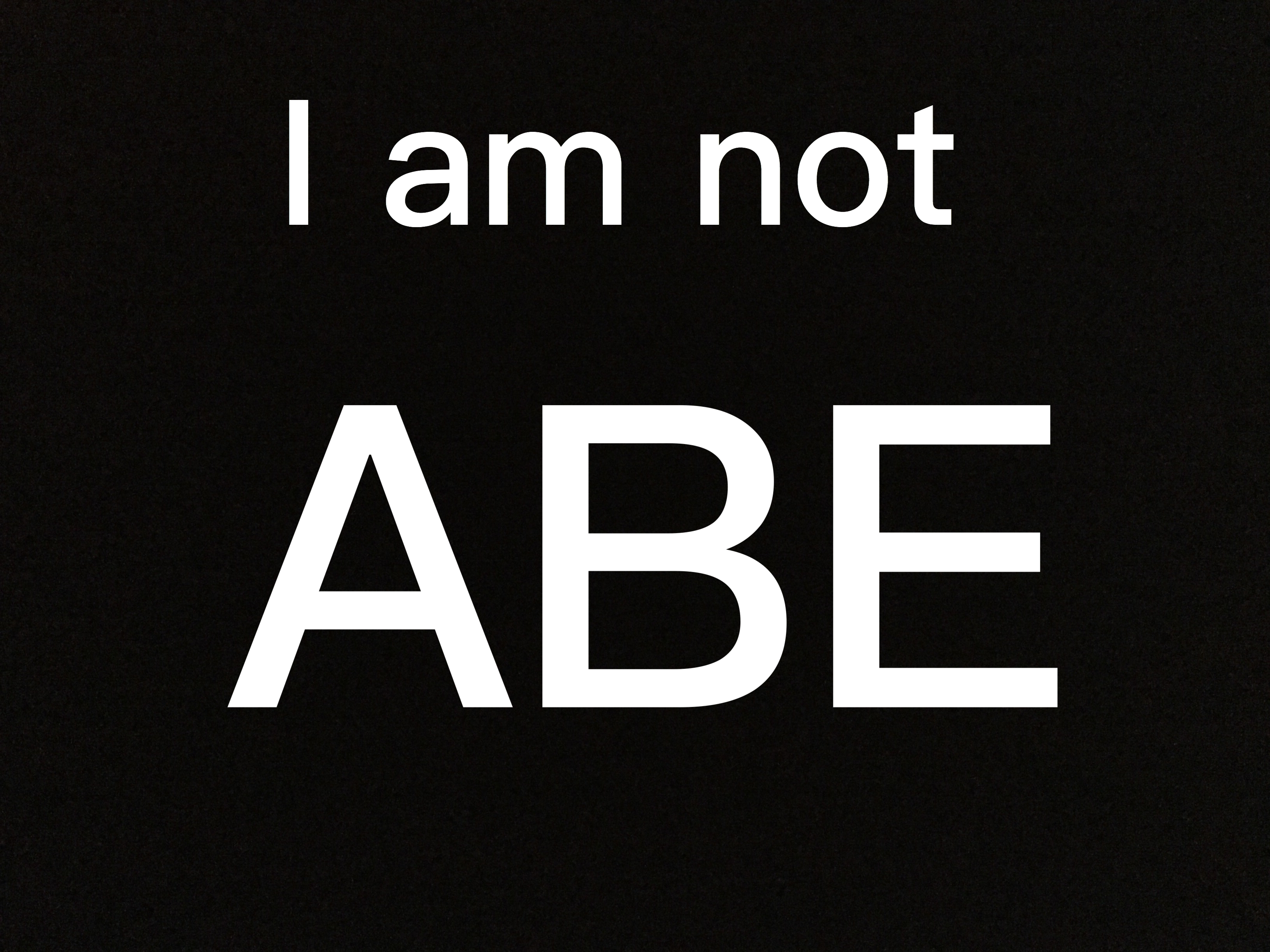
問題のフリップの再現

- 2015年3月27日：ゲストコメンテーターとして古賀茂明を招いたがその際、「テレビ朝日や古舘プロダクション、官邸からものすごいバッシングを受けて辞めさせられることになった」などと予定に無い発言をした。古舘はその場を取り繕うが、「I am not ABE」と問題のフリップの再現書かれたフリップを持ち出し、「単なる安倍批判ではない」とした上で「圧力で（当番組の）編集担当の方が辞めさせられると聞いた」などと発言し、放送後番組幹部から「ニュースに関係無いこと言うな」「段取りと違う」と怒られたという[54]。しかし古賀も番組幹部に対しては「CM中に言うのは結構だが、私は名前を出して出演している。正々堂々と抗議するならあなたの名前を言っても困らないだろう」とし、しつこくついてくる放送局長に対しては「あなたはこういうのが仕事なの?違うでしょ?更迭じゃないならなぜ交代したの?守るのがあなたの仕事でしょ」などと反論した[55]。4月17日、自民党はこの放送を受け番組内容に問題があったとして、テレビ朝日の幹部から事情聴取した。自民党が個別の番組でテレビ局幹部から直接事情聴取するのは極めて異例[56]。
- 2015年9月：美容整形外科の高須クリニックは安全保障の法案の番組内での報道姿勢に偏向があるとして、10月以降のスポンサーをやめる発表をした。Twitterで高須克弥社長自らが「失望しました。来月からスポンサーやめます。」とつぶやいている。後日、「法案に関しての意見について左の意見もあれば右の意見もあるにも関わらず左に関して強調してあたかもそれが多数派であるかのように左にとってあまりに都合の良い報道だけをしている」、「反対運動を行う学生団体の活動を大々的に取り上げる一方で、賛成派の声は反映されていなかった」と気分が悪くなったと述べている[57][58][59]。
- 2016年2月4日：プロ野球の清原和博元選手の覚醒剤事件を巡り、元刑事とされる男性の「関西の元暴力団担当刑事」と称する人物の、「大阪を拠点とする元プロボクサーで世界チャンピオンをとった人から暴力団員の紹介を受けた」との証言を報じた。放送中からインターネットの掲示板では元プロボクシング世界王者の渡辺二郎を挙げる書き込みが多数投稿され、渡辺はその後、清原元選手に暴力団関係者を紹介したかのように報道されたのは名誉毀損に当たるとして、テレビ朝日に1千万円の損害賠償を求め提訴した。テレビ朝日側は渡辺とは特定されないと主張したが、6月29日に大阪地方裁判所は、テレビ朝日に対し150万円の支払いを命じた。裁判長は過去の経歴などを基に「報じられたのが渡辺氏だと視聴者が連想するのは想像に難くない」と指摘。実際は渡辺と清原元選手に交友関係はないとして、報道内容が事実とは証明されていないと判断した[60][61]。
- 2016年3月16日：番組の水曜日コメンテーターを担当するショーン・マクアードル川上ことショーンKの学歴および経歴詐称疑惑が週刊文春の報道によって発覚し、ショーンはテレビ朝日に番組降板を申し入れた。疑惑報道が出た16日の放送で、学歴および経歴詐称、番組降板の件について古舘が謝罪をした[62]。
- 2016年6月21日：この日収録の参議院議員選挙に関する党首討論にて、収録終了時刻を18時とアナウンスしていたが予定より延長した。この事について安倍晋三首相が「時間を守ってもらわないと困る。飛行機の時刻に遅れる」と苦言を呈すと朝日新聞[63]等各マスコミはこの安倍の発言を問題視した[64][65]。これに対して安倍は秘書名義でFacebook上にて「テレビ朝日側が「18時の終了を厳守するのでやりたい。」との収録時間の厳守を条件に了解した」「こちらが席を立たなければならない事をわかっていて18時を過ぎてから質問を投げかけ、あたかもこちらが打ち切った様な印象を与える演出は卑怯」「国会では総理が1分遅れても陳謝或いは散会になります。みんなの大切な時間は守る事は社会人なら当たり前でしょう」と反論した[66]。なお民進党の岡田克也代表は「あれが首相の姿かと思うとがくぜんとする」と発言。公明党・山口那津男代表やおおさか維新の会・片山虎之助共同代表らは我々にもスケジュールがあるので時間は守って欲しいとの見解を示した。J-CASTニュースは一連の出来事についてテレビ朝日広報部にコメントを求めたが、「放送に至る過程については、従来お答えしておりません」と返答している[64]。
- 2017年6月7日：福岡県小郡市の母子3人殺害事件で、殺害された長男として、事件とは関係のない別人の写真を誤って放送した。翌日発覚し、同日の放送内で謝罪した[67]。
- 2018年6月18日：同日発生した大阪府北部地震に関する報道の際、高槻市にて崩壊したプールのブロック塀の下敷きになり死亡した女児の実名を報じたうえ、同級生の児童に対し「（友達が）亡くなってどう思うか」という趣旨のインタビューを行うなど、配慮に欠けた報道を敢行。さらに、スタジオにてコメンテーターの後藤が「違和感を感じたのは参議院の決算委員会が行われたこと」「被害が拡大しているときに政府がどうするのか。そこに思いが至っていない」と発言し、続けて「3.11のときにも決算委員会があった。このときは菅さんの政権でしたけども、中断されて直ちに官邸に全員集合した。大都市で起きた地震ですから、官邸に全員集合してですね、対応することも十分可能だったと思いますね」との主張を展開し、東日本大震災時の菅直人内閣を称賛するかのような体で安倍内閣の対応を批判する内容を放送した。この放送内容に対し、視聴者から「子供に『友達が亡くなってどういう気持ち?』と聞くのはありえない」「被災者にインタビューする神経がわからない」といった批判の声が殺到し、後藤の主張に対しても「大阪地震を政府批判の材料にしている」「結局政府を批判したいだけだったのか」「菅直人元総理の東日本大震災対応を称賛しているのか」などの批判が挙がった[68]。
- 2019年2月7日：同月6日、立憲民主党国対委員長の辻元清美が韓国籍弁護士から、少なくとも2年間に渡り献金を受けていたことを夕刊フジがスクープした。このニュースはインターネット上で話題となり、辻元への批判が相次いだ。しかし同日の放送では、当該ニュースを取り上げた時間がわずか1分ほどで、弁護士の国籍についても「外国籍」という曖昧な表現がされ、辻元側が「国籍は確認していない」ことと「既に訂正」したことを強調する内容となっており、コメンテーターの後藤からの言及もなかった。政治資金規正法に抵触しかねない問題だけに、この放送内容について視聴者からは疑問の声が相次いだ[69]。
- 2019年12月10日：「桜を見る会」に関する報道の中で、自民党の世耕弘成参院幹事長が記者会見で「（総理は）説明できる範囲はしっかり説明をした」と述べた後に、続けて記者会見終了後の「年内の定例会見はいつまでやるんですか？」との問いに「えっ?もう『良いお年を』というか…（笑）」と答えた映像が続いた。世耕はTwitterで「今夜の報道ステーションの切り取りは酷い。私は定例記者会見が終わった後、今日の会見が今年最後になるかもしれないという意味で『良いお年を』と言っただけなのに、それを桜を見る会と絡めて、問題を年越しさせようとしているかのように編集している。印象操作とはこのことだ」「今日の世耕の会見の『総理は十分説明した』というコメントと、会見終了後に今年最後の会見の可能性があるので『良いお年を』と言ったことは時間的にも、文脈的にもつながっていない。なのに報道ステーションは『総理が説明したから、良いお年を』という風につなげて編集している。印象操作」と批判した。翌11日、テレビ朝日報道局長が幹事長室に来訪し、会見終了後の映像を使用したこと、文脈の異なる部分を繋いで編集したことが不適切であると謝罪した。また、同日の番組内で、富川が「昨日、桜を見る会のニュースの中でVTRの最後に、自民党の世耕参院幹事長が『良いお年を』などと発言した様子をお伝えしました。これは定例記者会見が終わった後の世耕氏の発言で、今後の会見予定について述べたものでした。桜を見る会とは直接関係のない発言で、放送ではその説明が丁寧ではありませんでした。誤解を招く表現につきまして、世耕氏並びに視聴者の皆さまにおわびいたします」と説明、謝罪した[70][71][72]。
- 2020年4月13日：4月11日に富川が新型コロナウイルス感染検査で陽性と確認された[73]ことを受け、この日から出演者を小木、森と板倉に絞って放送。番組冒頭で小木がこの件について視聴者に説明を行い、「番組内で繰り返し感染予防の重要性を訴えてきた中でこのような事態となり、重く受け止めている」と謝罪した。富川は9日に体調不良を訴えていたが、その後も出演を続けていた[74][75]。4月15日には新たにスタッフ2名の感染が判明[76]。製作スタッフも自宅待機の指示を受け、現在他番組の製作スタッフが製作を代行している[77]。富川を除く出演者は4月末までに順次復帰（一部別室からのリモート出演を含む）し、引き続き小木をメインキャスターとして番組を継続していたが、富川が6月4日から復帰することに伴い、当面は小木・徳永が月〜水曜日、富川・森川が木・金曜日に分散する形で進行を務める予定となっている[78]。
- 2021年3月22日、テレビ朝日は『報道ステーション』のウェブCMをYouTubeやツイッターで公開。このうちYouTube公開の30秒版では、若い女性が「どっかの政治家が『ジェンダー平等』とかってスローガン的にかかげてる時点で、何それ、時代遅れって感じ」と視聴者に笑いかける[79]。この「ジェンダー平等をかかげるのは時代遅れ」という放送局側のメッセージに対し、「女性蔑視があふれている」とネット上で批判が集中した[80]。ジャーナリストの治部れんげは、「世界経済フォーラム」が2019年に発表したジェンダーギャップ指数で日本が153カ国中、121位であったことを例に取ってCMを批判。「『ジェンダー平等は達成されている』という間違った認識にたったセリフを女性を起用して『言わせて』いる。『若い世代は、女性は、“差別なんてない”って言ってますよ』という構図にしているのは、本当に悪質だと思います」と指摘した[81]。テレビ朝日は3月24日の午後0時台に番組の公式ツイッターで「意図をきちんとお伝えすることができませんでした」「不快な思いをされた方がいらしたことを重く受け止め」と述べ、CMを削除した[82][83]。

## 番組放送中のハプニング
- 2017年4月20日、この日発生した福岡市中央区のみずほ銀行福岡支店前で多額の現金が強奪された事件に、さらに新しい情報（現金を持った人物が空港で確保された[84]）が入ったことを告げた際、本来スポーツコーナー内の「きょうの熱盛」のVTRで使用される「熱盛」のテロップと効果音（「アツモリッ!」）が流れ、富川がすぐに「失礼いたしました、熱盛と出てしまいました。」と謝罪した。原因はスタッフの操作ミス[85]。2017年8月24日、東北地方の局地的な大雨に関連して秋田市中心部の風が強い様子を伝えている最中にも、同様に「熱盛」テロップと途中で切れた効果音（「アツモ…」）が流れ、その場で富川が「熱盛が出てしまいました、失礼いたしました。」と謝罪した[85]。これらをきっかけに「きょうの熱盛」のコーナーはインターネット上で人気を博し[86]、寺川俊平のボイス入りのLINE公式スタンプが制作されるにいたった[87]。公式スタンプが発売された2017年10月31日には、その現金強奪事件の容疑者が逮捕されている[88]。
- 2022年6月16日、同年7月10日に投開票される第26回参議院議員通常選挙へ向けた主要9政党の党首討論会が生放送で行われた。番組が「国民の安全をどう守るか？」という議題に対しての各党の政策・見解を求めた際、別室からリモート出演していたNHK党党首の立花孝志が「テレビは核兵器に勝る武器です。テレビは国民を洗脳する装置です。国民が知るべき真実を隠しています。」などと持論を展開した。司会者の大越健介が「今の発言は討論のテーマに沿ったものとは認められません。発言を止めてください。趣旨にのっとった発言をしてください。」と諭すが立花は話を続け、強制的にフェードアウトされた。その後、立花は討論から自主的に退席[89][90]、番組側から「先ほどの立花党首の発言はテーマから逸脱したものと判断したため打ち切らせていただきました」と説明された。立花は番組終了後、自身のYouTubeチャンネルで生放送を行い、テレビ朝日側から放送前に「テーマから逸脱した発言があれば然るべき対応をとる」といった内容の手紙を（9党首の中で自分のみが）受け取っていたことを明かし、「テレビ局の予定通りに発言しなければ追い出そうとする。これは圧力だ。恐怖を感じる。」などとテレビ局を批判した。この出来事について、インターネット上では「討論会のルールを無視して好き勝手に主張したのだから当然」「あれでは限られた時間の中で、討論が成り立たない」といった立花への批判・テレビ朝日側への理解の声が上った一方、「各テレビ局の報道姿勢が改善しておらず、国民に悪影響を与えているという意味ではテーマに対する含蓄がある」「議席を持つ公党の党首の発言を遮るというのは民意を無視している」「言論の自由への侵害」といった立花の発言への賛同・擁護やテレビ朝日、テレビ局全体への批判も上り、賛否を巻き起こした[91]。6月20日、立花は表現の自由などを侵害されたとして、テレビ朝日側に10万円の損害賠償を求めて東京地裁に提訴した[92]。2023年8月31日、東京地裁は立花の請求を棄却した。古庄研裁判長は、番組で事前に予定されたテーマ以外で自由に発言することは許容されず「発言の制止は必要かつ相当な行為で、（立花氏は）甘受すべきだ」と判断した[93]。

## ニュースステーションとの相違点
『Nステ』と当番組は放送時間帯が同一であるばかりか番組名まで酷似しているため、『報ステ』が『Nステ』を改題・新調したものと誤解されがちであるが、テレビ朝日および同番組を制作していたオフィス・トゥー・ワンは『報ステ』と『Nステ』は全く関係のない別番組としており、オフィス・トゥー・ワンは当番組の制作に一切関わっていない。そもそも、テレビ朝日には『ミュージックステーション（Mステ）』『サタデーステーション（サタステ）』『サンデーステーション（サンステ）』『タモリステーション（タモステ）』など「ステーション」と付く番組が多く、当番組もそのシリーズの一種と言える。
- 出演者は総入れ替えを行った。しかし、『Nステ』スポーツコーナーに携わった河野明子、角澤照治、栗山英樹は『報ステ』にも出演することになった。また、『Nステ』スポーツ特集でリポーター兼ディレクターとして携わった宮嶋泰子は引き続き『報ステ』スポーツ特集にもリポーター兼ディレクターとして携わることになった。
- 制作会社・出演者のマネジメントはオフィス・トゥー・ワン（久米や渡辺真理、なお、出演中にテレビ朝日を退社した小宮悦子は在籍せずテレビ朝日と専属契約していた）から古舘プロジェクト（古舘と長野智子）へ変更。『Nステ』ではオフィス・トゥー・ワンがマネジメントから番組の制作まで行うのに対して、『報ステ』では古舘プロジェクトは出演者のマネジメントに留まっていたが、古舘が2016年3月31日をもって降板により、古舘プロジェクトも共同制作から撤退した為、前番組『Nステ』から続いていた共同制作は完全に廃止され、2016年4月11日のリニューアルから現在はテレビ朝日の単独制作になった。
- 営業面においては放送時間とタイム広告及び午後10時までに1本目のCM、11時以降に7本目のCMという構成は前番組の「Nステ」後期 - 末期の2001年10月1日より引き続き使用されている。ただ、本数やCMのタイミングに関しては変更を行なっており、2010年1月よりタイム広告の分散が行われ、番組終盤にもタイム広告が挿入される。
  - ドラマ・バラエティ番組の拡大時、2013年10月以降の『相棒』放送期間中のステブレレス編成時の水曜日と木曜日については、1本目のCMは午後10時以降となる番組中盤に挿入されている。特に後者に関しては2015年度および2018年度より『相棒』以外の刑事ドラマ（『警視庁捜査一課9係』→『特捜9』『刑事7人』）放送期間中も同じ編成が採られており、月・火・金曜日と水・木曜日でタイムテーブルが微妙に異なっている。
- ANNのプライムタイムニュースの位置付けになっており、現在は番組の最後に「制作：ANN系列各社、制作著作：tv asahi」と表示されているが、以前は『Nステ』と同様にANN共同制作のネットニュースではなく、ANN系列各局はあくまでも「協力」となっていた（協力：ANN系列各社、制作著作：tv asahi）。
  - 2016年4月11日のリニューアルから現在は金曜日のみこのテロップを表示する前に、2日後に放送される『報道ステーション SUNDAY』（2017年3月まで）→翌日土曜日に放送される『サタデーステーション』（2017年4月から）の放送予定の内容1項目を表示している。

### 番組タイトル
番組開始の前年、久米宏の『Nステ』終了の発表記者会見で、久米の降板が明らかになった際、2003年8月23日付の日刊スポーツが報じた「久米の『Nステ』降板後、後任に古舘」という一部報道に関する質問があり、久米は「降板した後は『ニュースステーション』という番組自体が終わると聞いている。番組が継続するのはおかしい」と主張している。
番組タイトルについては各方面との調整の上で検討されてきたが、『ニュースステーション』のタイトルの一部を引き継いだ、『報道ステーション』とした。新聞報道では「『Nステ』のいい所を引き継ぐ意味で」とされている。元同局アナウンサーの古舘は、それまでバラエティ番組の司会やプロレスなどのスポーツ実況を多く担当しており、報道番組のキャスターとしてその「軽いイメージ」を覆す必要から、番組タイトルをあえて重いイメージの漢字の「報道」にしたとされている。

## 番組テーマ曲
- 初代：2004年4月5日 - 2011年4月1日：「Open Mind」（松永貴志・矢野沙織）[注 31]

- スポーツ：1991年10月から1993年9月まで放送された「ザ☆CNN」のテーマ曲を流用。

- 2代目：2011年4月4日 - 2016年3月31日：「I am」（マナミ・モリタ（森田真奈美）・Zak Croxall・Thomas Hartman）

- スポーツ：「MOVE ON」（KAZSIN）

- 3代目：2016年4月11日 - 2020年3月27日: 「Starting Five」 （J Squad）[95][注 32]

- スポーツ：「Miracle Shot」（KAZSIN）

- 4代目：2020年3月30日 - 2021年10月1日:「Brave」（こーじゅん）
- 5代目：2021年10月4日 - 現在: 「Voices」（作曲: 坂東祐大、ボーカル: リチャード・ボナ）[96]

## オープニング映像
- 初代：2004年4月5日 - 2011年4月1日
  - タイトルバックの新聞紙を用いたアニメーション。手掛けたのは、当時25歳の新鋭映像作家田中紫紋[97]。また、田中紫紋の後輩である、武蔵野美術大学の当時4年生の小原勢と3年生の松林亮もアシスタントとして制作に加わった。

| 月曜日 | 「月」が現れて、1日の街の流れゆく様子が表現される。                                  |           |
| 火曜日 | 「火」(=炎)が現れ、汽車が走り出す様子が表現される。                                  |           |
| 水曜日 | 「水」が1滴落ちて来て、1輪の花が咲く様子が表現される。                               |           |
| 木曜日 | 「木」が3本現れて、それらが鉛筆に変身する様子が表現される。                          |           |
| 金曜日 | 「金」の輝きを放つ物が入っている宝石箱が現れ、それが電車に変身する様子が表現される。 | [ 注 33 ] |

- 2代目:2011年4月4日 - 2016年3月31日
  - タイトルバックの赤い糸を用いたアニメーション。手掛けたのは、当時25歳の東京藝術大学大学院生奥下和彦[99][100]。なお、一本の「赤い糸」だけで、「人のつながり」を表現した。

| 月曜日 | 「成長」人は生まれ、育ち、また命を生んでいくこと が表現される。 |           |
| 火曜日 | 「職業」人は誰かの役に立っていること が表現される。             |           |
| 水曜日 | 「恋愛」人は誰かとめぐりあうこと が表現される。                 |           |
| 木曜日 | 「世界」人はこの世界に生きていること が表現される。             | [ 注 34 ] |
| 金曜日 | 「家族」人は家族に支えられていること が表現される。             |           |

- 3代目：2016年4月11日 - 2020年3月27日
  - 絵画調のアニメーション。手掛けたのは、映像作家の加藤隆[101]。一枚の紙に絵を塗り重ねていき、動きを表現した[102]。また、2016年5月からは金曜日のみ別アニメーションのOPを使用した。なお、月曜日 - 木曜日は、真っ白な一冊の本の中に青い空が広がり、馬が駆け抜け、街が広がり、クジラが空を泳いでいる映像。金曜日は、真っ白な四冊のノートの中に家族が現れ、父親が花束を出し、バラが現れ、シャルウィダンスで踊る映像だった[103]。その後、2017年4月からは、季節別テーマに変更した。4月・5月は春、7月・8月は夏、10月・11月は秋、1月・2月は冬をそれぞれイメージした4パターンOPになっている。ただし、季節変わりの月は通常OPを使用していた。
- 4代目：2020年3月30日 - 2021年10月1日
  - 色鮮やかなアニメーション。手掛けたのは、映像作家の稲葉秀樹[104]。テーマは「もっと深く、もっとカラフルに」で、花びら一枚から全て手描きしたイメージとなっている[105][106]。
- 5代目：2021年10月4日 - 現在
  - デジタルで制作した映像を全て1コマずつ紙に印刷し、それらの紙を再び撮影したコマ撮りアニメーション[107]。手掛けたのは、映像作家・モーショングラフィックデザイナーの岡大夢[108][109][110]。

## ネット局
テレビ放送
| 放送対象地域   | 放送局                       | 系列           | 放送期間       | 放送日時                  | 備考       |
| -------------- | ---------------------------- | -------------- | -------------- | ------------------------- | ---------- |
| 関東広域圏     | テレビ朝日（EX）             | テレビ朝日系列 | 2004年4月5日 - | 月曜 - 金曜 21:54 - 23:10 | 【制作局】 |
| 北海道         | 北海道テレビ（HTB）          | テレビ朝日系列 | 2004年4月5日 - | 月曜 - 金曜 21:54 - 23:10 |            |
| 青森県         | 青森朝日放送（ABA）          | テレビ朝日系列 | 2004年4月5日 - | 月曜 - 金曜 21:54 - 23:10 |            |
| 岩手県         | 岩手朝日テレビ（IAT）        | テレビ朝日系列 | 2004年4月5日 - | 月曜 - 金曜 21:54 - 23:10 |            |
| 宮城県         | 東日本放送（khb）            | テレビ朝日系列 | 2004年4月5日 - | 月曜 - 金曜 21:54 - 23:10 |            |
| 秋田県         | 秋田朝日放送（AAB）          | テレビ朝日系列 | 2004年4月5日 - | 月曜 - 金曜 21:54 - 23:10 |            |
| 山形県         | 山形テレビ（YTS）            | テレビ朝日系列 | 2004年4月5日 - | 月曜 - 金曜 21:54 - 23:10 |            |
| 福島県         | 福島放送（KFB）              | テレビ朝日系列 | 2004年4月5日 - | 月曜 - 金曜 21:54 - 23:10 |            |
| 長野県         | 長野朝日放送（abn）          | テレビ朝日系列 | 2004年4月5日 - | 月曜 - 金曜 21:54 - 23:10 |            |
| 新潟県         | 新潟テレビ21（UX）           | テレビ朝日系列 | 2004年4月5日 - | 月曜 - 金曜 21:54 - 23:10 |            |
| 静岡県         | 静岡朝日テレビ（SATV）       | テレビ朝日系列 | 2004年4月5日 - | 月曜 - 金曜 21:54 - 23:10 |            |
| 石川県         | 北陸朝日放送（HAB）          | テレビ朝日系列 | 2004年4月5日 - | 月曜 - 金曜 21:54 - 23:10 |            |
| 中京広域圏     | 名古屋テレビ（メ〜テレ/NBN） | テレビ朝日系列 | 2004年4月5日 - | 月曜 - 金曜 21:54 - 23:10 |            |
| 近畿広域圏     | 朝日放送テレビ（ABC TV）     | テレビ朝日系列 | 2004年4月5日 - | 月曜 - 金曜 21:54 - 23:10 |            |
| 広島県         | 広島ホームテレビ（HOME）     | テレビ朝日系列 | 2004年4月5日 - | 月曜 - 金曜 21:54 - 23:10 |            |
| 山口県         | 山口朝日放送（yab）          | テレビ朝日系列 | 2004年4月5日 - | 月曜 - 金曜 21:54 - 23:10 |            |
| 岡山県・香川県 | 瀬戸内海放送（KSB）          | テレビ朝日系列 | 2004年4月5日 - | 月曜 - 金曜 21:54 - 23:10 |            |
| 愛媛県         | 愛媛朝日テレビ（eat）        | テレビ朝日系列 | 2004年4月5日 - | 月曜 - 金曜 21:54 - 23:10 |            |
| 福岡県         | 九州朝日放送（KBC）          | テレビ朝日系列 | 2004年4月5日 - | 月曜 - 金曜 21:54 - 23:10 |            |
| 長崎県         | 長崎文化放送（ncc）          | テレビ朝日系列 | 2004年4月5日 - | 月曜 - 金曜 21:54 - 23:10 |            |
| 熊本県         | 熊本朝日放送（KAB）          | テレビ朝日系列 | 2004年4月5日 - | 月曜 - 金曜 21:54 - 23:10 |            |
| 大分県         | 大分朝日放送（OAB）          | テレビ朝日系列 | 2004年4月5日 - | 月曜 - 金曜 21:54 - 23:10 |            |
| 鹿児島県       | 鹿児島放送（KKB）            | テレビ朝日系列 | 2004年4月5日 - | 月曜 - 金曜 21:54 - 23:10 |            |
| 沖縄県         | 琉球朝日放送（QAB）          | テレビ朝日系列 | 2004年4月5日 - | 月曜 - 金曜 21:54 - 23:10 |            |

インターネット配信
- ABEMA NEWS - 2017年4月11日から、毎週火 - 土曜日 0:00 - 2:00（月 - 金曜日深夜）
  - 0:20頃から前夜にテレビ朝日系列地上波で放送されたものを遅れ配信する。
  - ただし、スポーツコーナーなどは権利の都合上カットされる。
  - 2020年3月までは『AbemaNews×報道ステーション』の番組名で配信されていた。

## スタッフ
- チーフプロデューサー：柳井隆史（テレビ朝日）
- エグゼクティブプロデューサー ：若林邦彦（テレビ朝日）
- 制作：ANN系列各社
- 制作著作：テレビ朝日

## 関連番組
- ミュージックステーション

毎週金曜日21時台に放送されているタモリが司会を務める音楽番組で、番組タイトルに「ステーション」を持つ『Nステ』の派生番組である。1986年10月の開始から2019年9月までは、金曜20時台で放送。
- 報道ステーション SUNDAY

2011年10月2日 - 2017年4月2日の間、毎週日曜日に放送していた報道番組。平日の当番組との連携・強化が狙いとなっていた。当初は昼前に放送していたが、2015年4月からは夕方に枠移動・縮小した。
- サタデーステーション・サンデーステーション

2017年4月22日から毎週土・日曜日 20:54 - 21:54で放送開始した報道・情報番組。当番組の週末版的な位置付けを持つ番組でもある。『サンステ』は出演者や番組の要素などを『報ステSUNDAY』から引き継いでいる。2018年4月からは『サタステ』は16分拡大の毎週土曜日 20:54 - 22:10に、『サンステ』は毎週日曜日 16:30 - 18:00に移動。2020年10月からは『サタステ』は15分縮小の毎週土曜日 20:54 - 21:55に、『サンステ』は毎週日曜日 21:00 - 21:55に移動。
- 選挙ステーション

国政選挙の選挙特別番組。2004年7月の第20回参議院議員通常選挙以降、『報ステ』の特別番組として継続放送されている。
- ニュースステーション

当番組の前番組。当番組とは別番組の位置付けであるが、制作手法などは『Nステ』から引き続き受け継いでいる。
- 古舘伊知郎のオールナイトニッポンGOLD

ニッポン放送で2016年10月21日から毎月第4金曜日 22:00 - 翌0:00に生放送される古舘出演のラジオの生ワイド番組。
- 筑紫哲也 NEWS23→NEWS23

TBS系列で平日23時台に放送されている報道番組。『Nステ』→『報ステ』と同様平日最終版のニュース番組の概念を大きく変えた番組。同時間帯で何かと比較された。また、かつての『報ステ』のサブキャスターを担当していた小川彩佳も、この番組に出演している。
- タモリステーション

2022年1月から不定期で放送されているタモリが司会を務める大型特別番組。タイトルロゴが当番組のロゴをアレンジしたものとなっている。